# Edmundia
Edmundia är ett släkte av skalbaggar. Edmundia ingår i familjen vivlar.
Kladogram enligt Catalogue of Life:
| Edmundia | \| \| Edmundia claviceps \| \| \| \| \| \| Edmundia sericea \| \| \| \| |
|          | \| \| Edmundia claviceps \| \| \| \| \| \| Edmundia sericea \| \| \| \| |
|          | Edmundia claviceps                                                      |
|          |                                                                         |
|          | Edmundia sericea                                                        |
|          |                                                                         |